# Kiek in de Kök (Tallinn)
Kiek in de Kök (allemand : Jette un coup d'œil dans la cuisine) est une tour d'artillerie située dans l'Arrondissement de Kesklinn à Tallinn en Estonie.  
Elle fait partie des remparts de Tallinn .

## Histoire
Kiek in de Kök est la plus puissante tour d'artillerie des Pays baltes. 
Elle est édifiée entre 1475 et 1483.  
Son nom vient de la capacité de ses occupants à jeter un coup d'œil dans les cuisines des maisons avoisinantes.
La tour mesure 38 m de haut et ses murs ont 4 m d'épaisseur. 
Des boulets de canon datant de 1577 sont restés insérés dans ses murs extérieurs. 
La tour a été restaurée au XXe siècle et elle fait maintenant partie du musée municipal de Tallinn.

## Musée
Le musée des fortifications de Kiek in de Kök comprend  les mystérieux passages souterrains des bastions, qui datent des XVIIe – XVIIIe siècles et forment, avec les remparts de la ville et les tours, un système de défense complet. 
C’est dans un de ces souterrains que se trouve le Musée des pierres taillées.
Ces nombreux souterrains des fortifications furent construits aux XVIIe – XVIIIe siècles, en même temps que les bastions probablement dès les années 1630.
Il s'agissait de cacher à l'ennemi les déplacements de troupes, de munitions et d'autres matériels. Les souterrains servaient aussi à l'espionnage : on les utilisait pour surveiller les opérations de minage de l’ennemi.
Au XVIIIe siècle, on commence à utiliser une partie de ces souterrains comme entrepôts. Les fortifications en terre sont retirées de la liste des installations militaires en 1857, et des parcs sont tracés autour des bastions Inger et Rootsi.
Par la suite, les souterrains ont servi d’abri anti-aérien et d’entrepôt de sculptures pour la Fondation pour les arts.

## Galerie

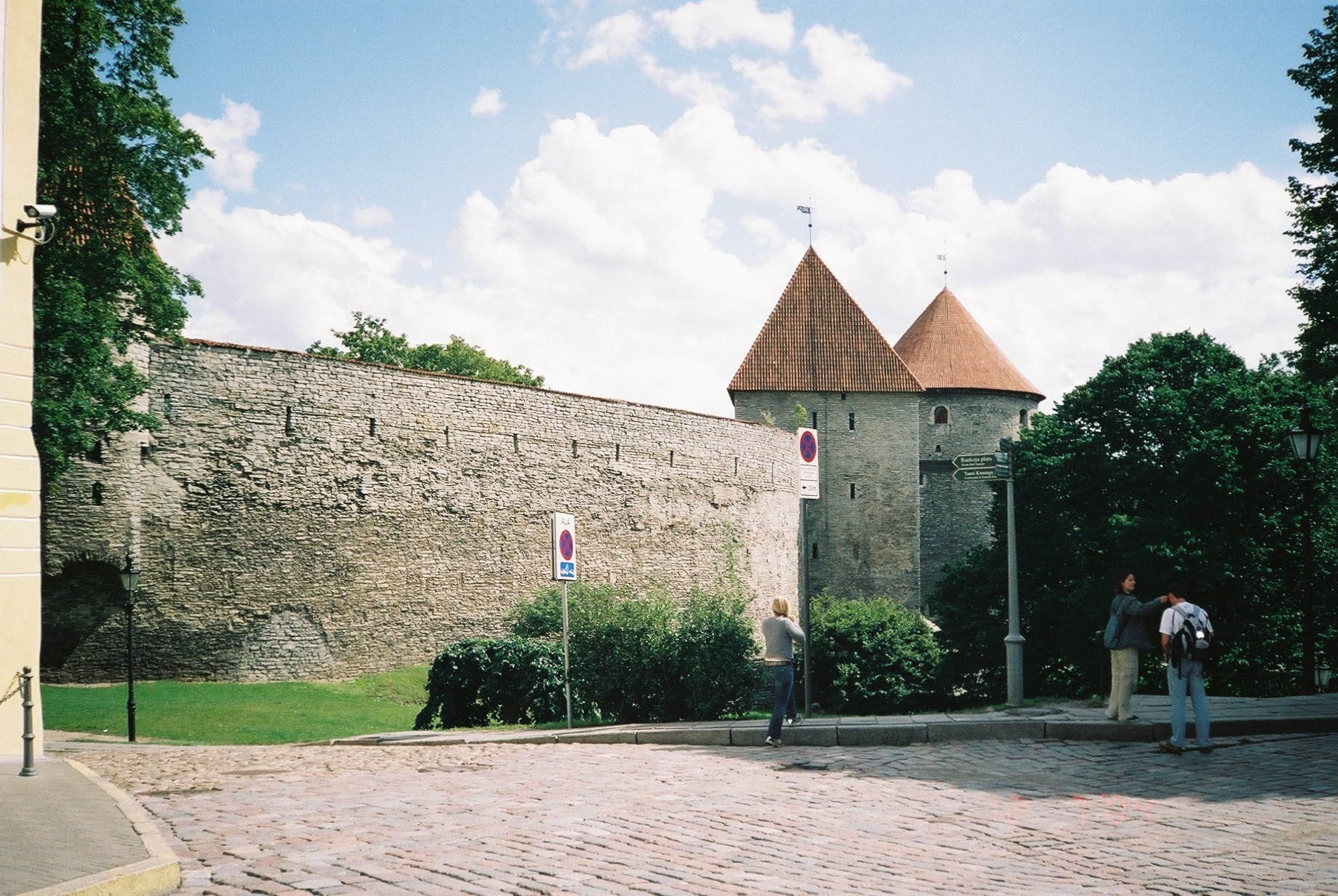
La muraille et à droite Kiek in de Kök.
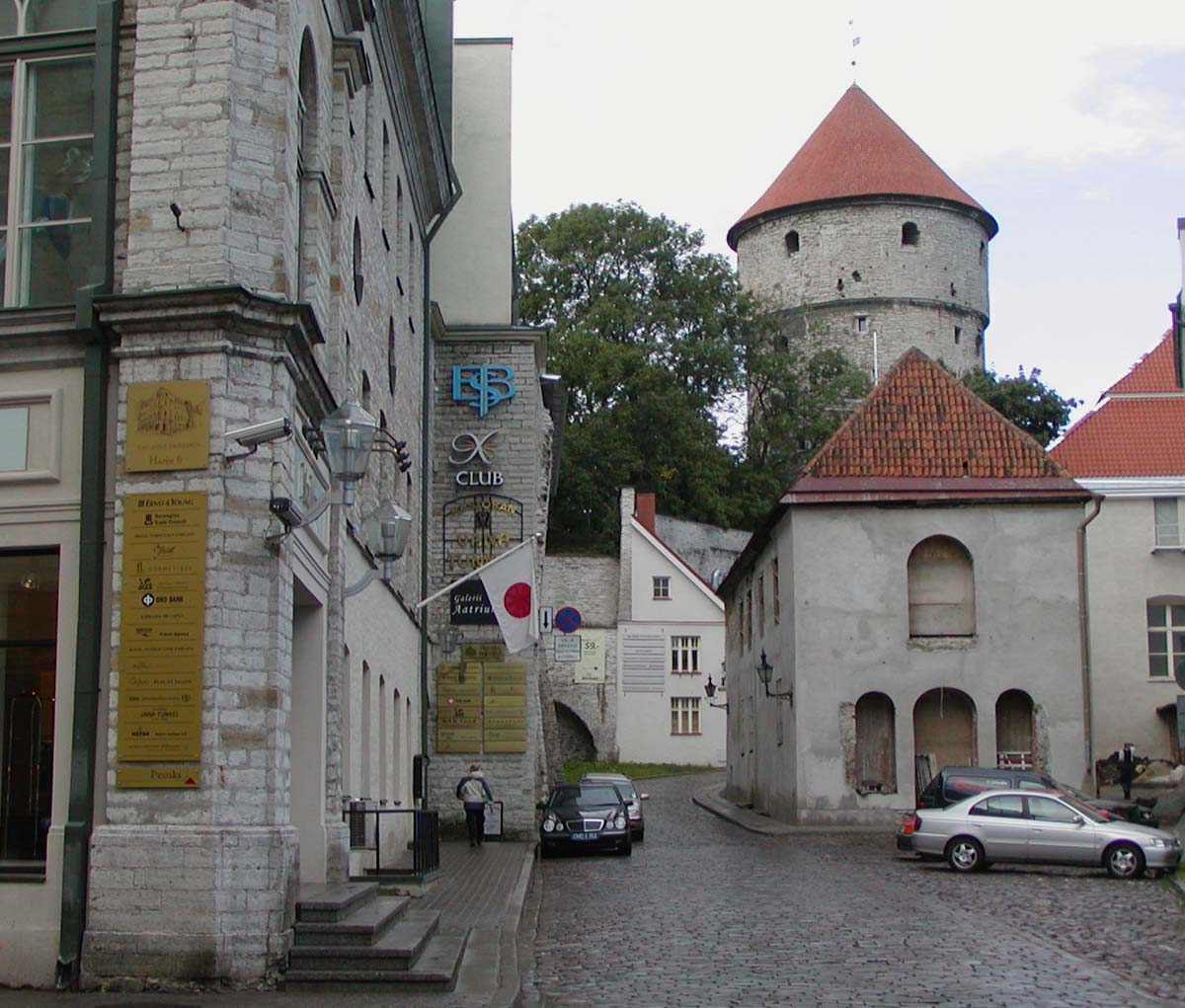
La tour et la ville.
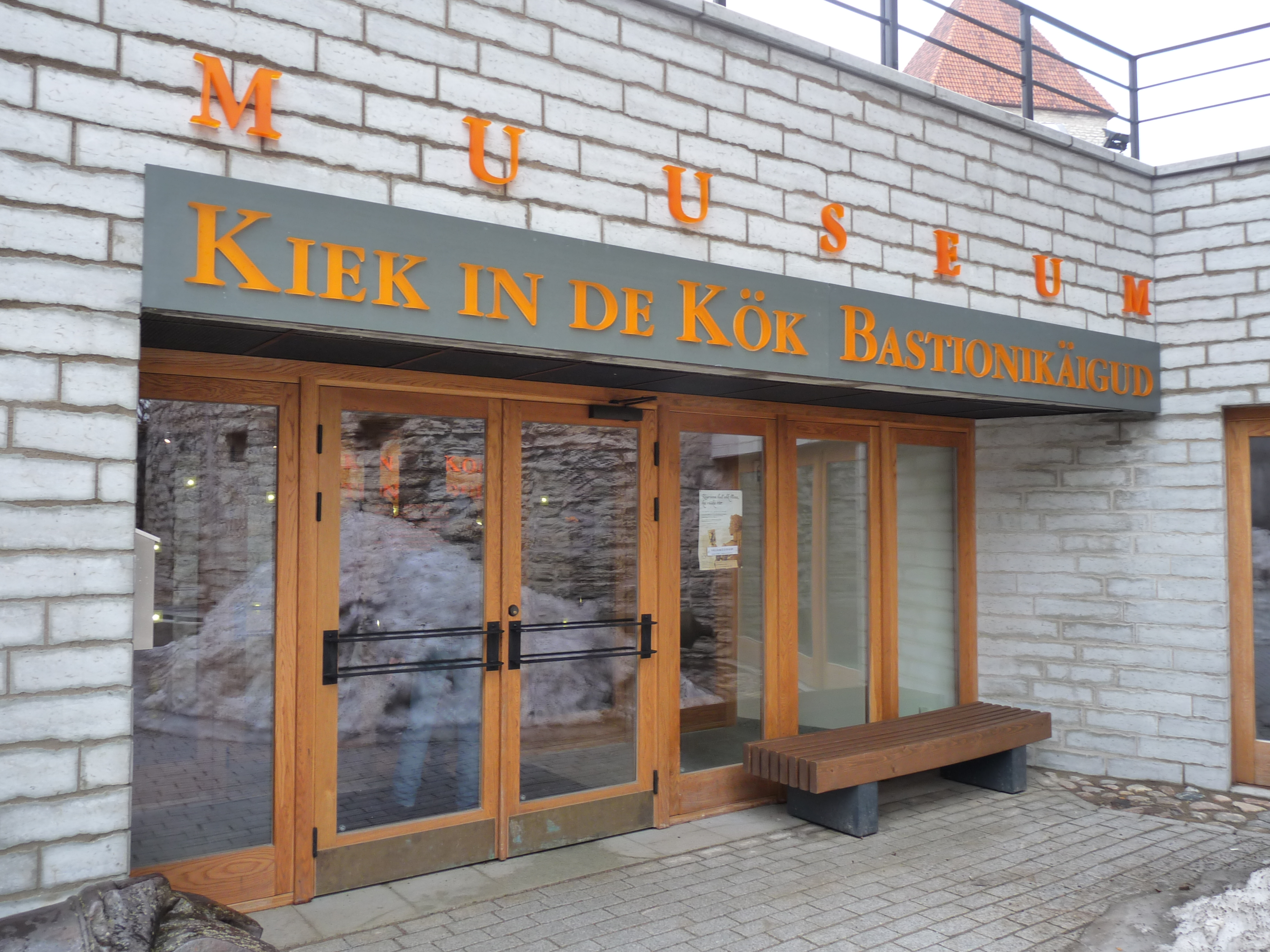
Entrée du musée.
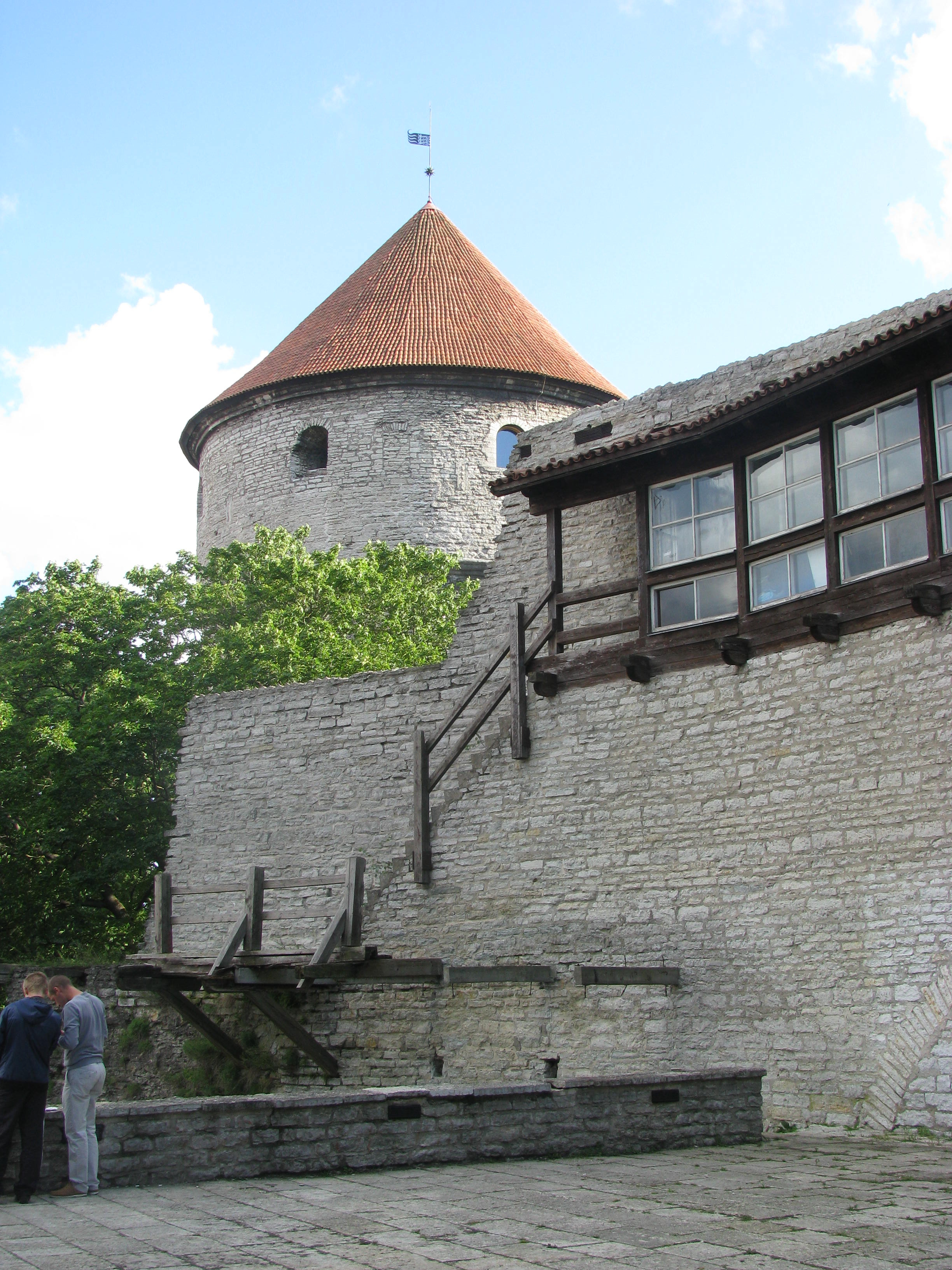
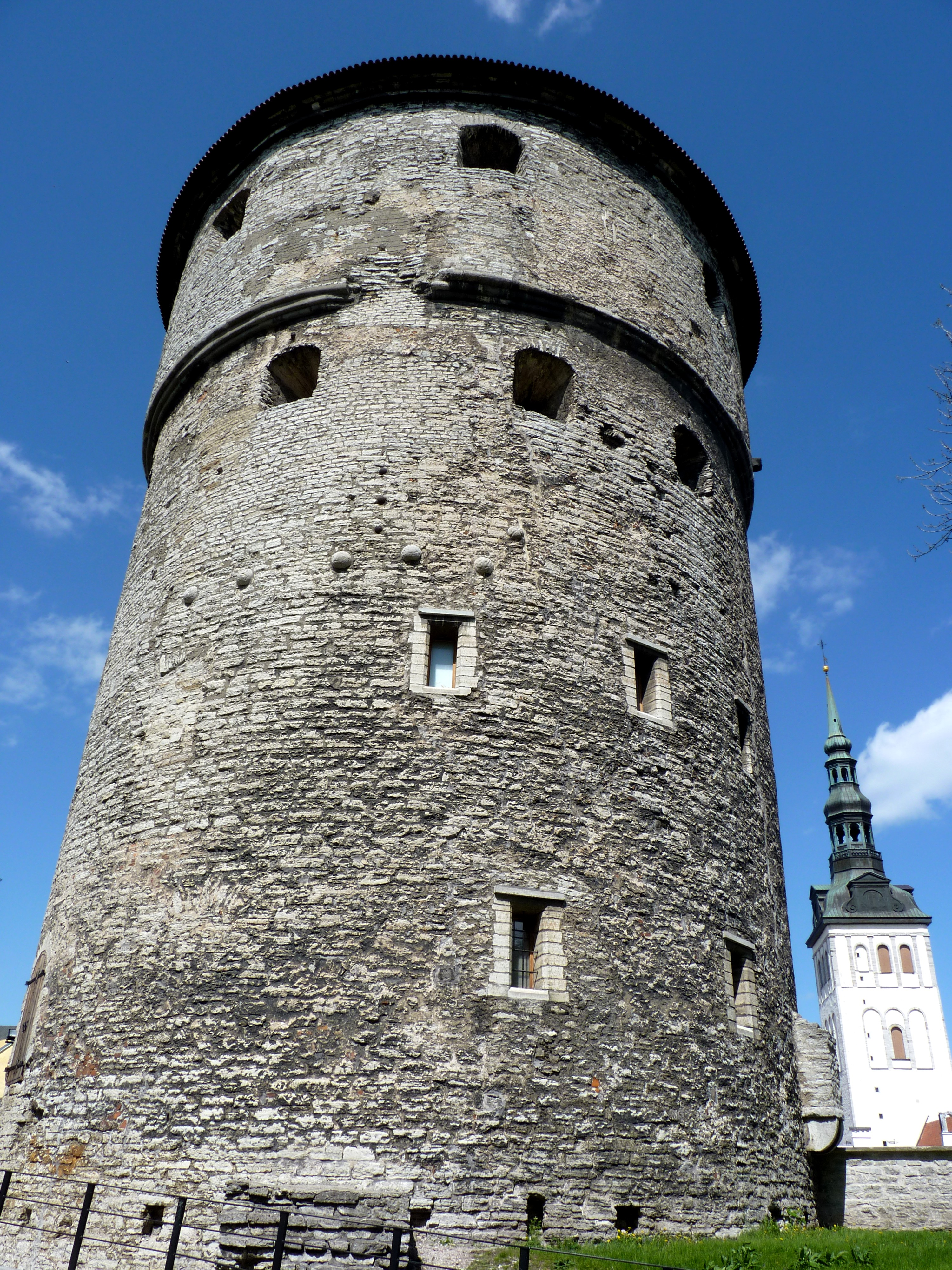
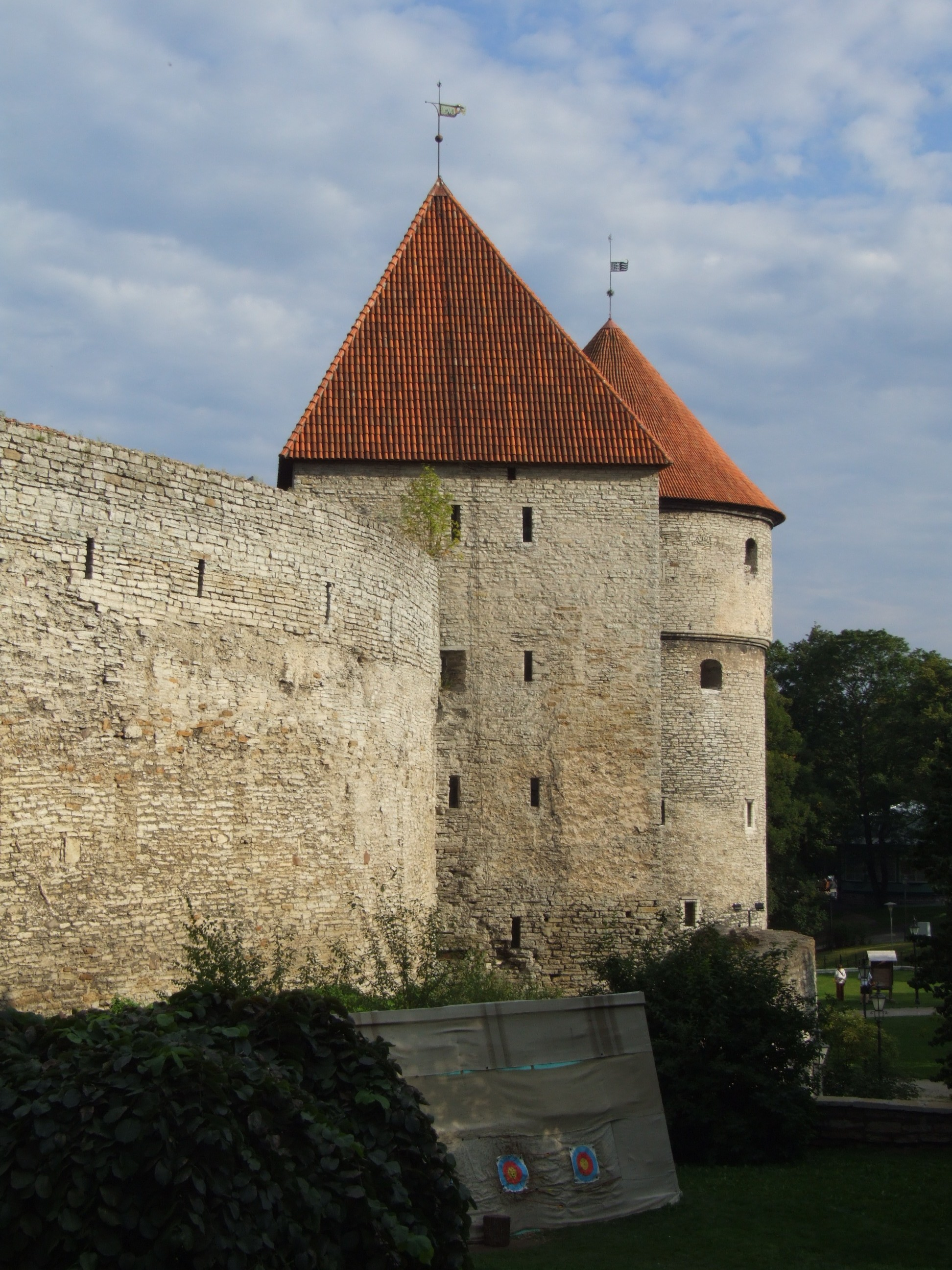
La  Kiek in de Kök et  la tour de la Vierge.